# Хуан Родріго Рохас
Хуан Родріго Рохас (ісп. Rodrigo Rojas, нар. 9 квітня 1988, Фернандо-де-ла-Мора) — парагвайський футболіст, півзахисник клубу «Олімпія» (Асунсьйон).
Виступав, зокрема, за клуби «Серро Портеньйо», «Універсідад де Чилі» та «Монтеррей», а також національну збірну Парагваю.

## Клубна кар'єра
Народився 9 квітня 1988 року в місті Фернандо-де-ла-Мора. Вихованець футбольної школи клубу «Олімпія» (Асунсьйон). Дорослу футбольну кар'єру розпочав 2006 року в основній команді того ж клубу, в якій провів три сезони, взявши участь у 90 матчах чемпіонату.  Більшість часу, проведеного у складі «Олімпії», був основним гравцем команди.
2010 перебував в оренді виступаючи за аргентинський клуб «Рівер Плейт», причому його дебютний матч відбувся проти найзапеклішого суперника «Рівера» «Бока Хуніорс».
Згодом з 2011 по 2013 рік грав у складі команд клубів «Лібертад», «Беєрсхот» та «О'Хіггінс».
Своєю грою за останню команду привернув увагу представників тренерського штабу клубу «Універсідад де Чилі», до складу якого приєднався 2013 року. Відіграв за команду із Сантьяго наступний сезон своєї ігрової кар'єри. Граючи у складі «Універсідад де Чилі» також здебільшого виходив на поле в основному складі команди.
2014 року уклав контракт з клубом «Монтеррей», у складі якого провів наступний рік своєї кар'єри гравця.
До складу клубу «Серро Портеньйо» приєднався 2015 року. Відтоді встиг відіграти за команду з Асунсьйона 79 матчів в національному чемпіонаті.
До «Олімпії» (Асунсьйон) повернувся 2019 року.

## Виступи за збірну
2009 року дебютував в офіційних матчах у складі національної збірної Парагваю. Наразі провів у формі головної команди країни 14 матчів.
У складі збірної був учасником Кубка Америки 2016 року в США.

## Титули та досягнення
- Чемпіон Парагваю (5):

«Серро Портеньйо»: 2015 А, 2017 К
«Олімпія»: 2019 А, 2019 К, 2020 К